# Cerro de La Isla
Cerro de La Isla är ett berg i Chile.   Det ligger i provinsen Provincia de Antofagasta och regionen Región de Antofagasta, i den norra delen av landet, 900 km norr om huvudstaden Santiago de Chile. Toppen på Cerro de La Isla är 1 035 meter över havet, eller 126 meter över den omgivande terrängen. Bredden vid basen är 1,6 km.
Terrängen runt Cerro de La Isla är huvudsakligen kuperad, men åt nordost är den platt. Trakten runt Cerro de La Isla är nära nog obefolkad, med mindre än två invånare per kvadratkilometer.. Det finns inga samhällen i närheten. 
Trakten runt Cerro de La Isla är ofruktbar med lite eller ingen växtlighet.